# Lliga Catalana de curses de muntanya
La Lliga Catalana de curses de muntanya fou una competició de curses de muntanya que es disputa a Catalunya l'any 2009 i 2010, composta per una sèrie de proves, repartides al llarg de l'any, on es combinaven curses de curta (0-10 km.) i mitjana distància (10-25 km), així com maratons (42 km) i quilòmetres verticals, ja sigui en ascens com en descens. Aquest circuit no fou impulsat per la Federació d'Entitats Excursionistes de Catalunya (FEEC) i, per tant, no gaudia d'estatus oficial, tot i sortir de la iniciativa de corredors amateurs.
Quedaven incloses les categories sèniors (18-39 anys), veterans (40-49 anys) i màsters (+ de 50 anys) en categoria masculina i femenina. També hi tenia cabuda la categoria de clubs, on cada equip podia estar integrat per un nombre igual o superior a quatre participants, ja que eren els quatre millors resultats els que determinaven la puntuació de l'equip.

## Puntuació
El sistema de puntuació anava en funció de la dificultat de cada prova, seguint els criteris de distància i desnivell. D'aquesta forma, el primer classificat obtenia el 100% dels punts atorgats a la prova, el segon el 88%, el tercer el 78%, el quart el 70%, el cinquè el 64%, el sisè el 60%, i a partir d'aquí s'anaven restant els punts de 2 en 2, fins a arribar a 2 punts que era el valor que obtenia tot corredor que finalitzés la cursa. A tall d'exemple, si un corredor guanyava una cursa de 45 km i 2000 m de desnivell acumulat, obtenia 150 punts (80+70).
Per a optar a la classificació final de la lliga es requeria haver disputat, com a mínim, una marató de muntanya, un quilòmetre vertical en ascens i un altre en descens.
| Distància   | Punts | Desnivell   | Punts |
| ----------- | ----- | ----------- | ----- |
| 0-10 km.    | 50    | 0-1000 m    | 50    |
| 11-25 km.   | 60    | 1001-1500 m | 60    |
| 26-40 km.   | 70    | 1501-2500 m | 70    |
| 41-50 km.   | 80    | 2501-3500 m | 80    |
| + de 50 km. | 90    | + de 3500 m | 90    |

## Historial
| Edició     | Any  | Curses | Campió                            | Campiona                                | Equip campió |
| ---------- | ---- | ------ | --------------------------------- | --------------------------------------- | ------------ |
| I detalls  | 2009 | 10     | Javi Delgado (CE Vilassar de Mar) | Maria de M. Casanova (Esportiu Penedès) | AE Diedre    |
| II detalls | 2010 | 13     | Javi Delgado (CE Vilassar de Mar) | Anna Macià (UE Vic)                     | AE Diedre    |

## Edició del 2010
L'edició de la Lliga Catalana de curses de muntanya' del 28 de febrer de 2010 finalitzà el 14 de novembre del mateix any. El calendari de l'esmentada prova incloïa tretze curses de diferents característiques, totes elles amb un mateix denominador comú: recorreguts tècnics per la muntanya.

### Calendari
La lliga 2010 constà de tretze proves puntuables:
- 1a Cursa de Vallgorguina (28 de febrer) 24,5 km i 1200 m de desnivell positiu al Parc Natural del Montnegre i el Corredor
- 2a Cursa Via Fora! (14 de març) 15 km. a Olost
- 14a Marató de Muntanya Vall del Congost (21 de març) 42 km. i 3780 m de desnivell positiu al Parc Natural del Montseny
- 7a Cursa de la Talaia (18 d'abril) 21 km. i 1000 m de desnivell positiu al Parc Natural del Garraf
- 23a Cursa de l'Alba (9 de maig) 24,3 km i 1000 m de desnivell positiu al Parc Natural de Montserrat
- 2a Festa de la Muntanya - Doble Kilòmetre Vertical "ascens" (22 de maig) 10,5 km. al Puigmal
- 2a Festa de la Muntanya - Kilòmetre Vertical "descens" (23 de maig) 5 km. al Taga
- 21a Cursa 3 Comarques (6 de juny) 26 km. i 1060 m de desnivell positiu a Alpens
- 2n Trail Les Medes (13 de juny) 12,5 km. i ? m de desnivell a l'Parc Natural del Montgrí, les Illes Medes i el Baix Ter
- 3a Cursa de Puigmoltó (20 de juny) 10,2 km. i ? de desnivell a Sant Bartomeu del Grau
- 3a Cursa de la Guilla (29 d'agost) 25 km. i 1100 m de desnivell positiu a l'Espai Natural de les Guilleries-Savassona ANUL·LADA
- Cursa dels Cabirols (19 de setembre) 14,6 km. i ? m de desnivell a Avinyó
- 5a Cursa Montserrat Nord (7 de novembre) 23 km. i 1100 m de desnivell positiu al Parc Natural de Montserrat
- 5a Cursa CE Castellterçol (14 de novembre) 11 km. i 500 m de desnivell positiu a Castellterçol
- 3a Santa Bàrbara Race (19 de desembre) 14,5 km. i 594 m de desnivell positiu a Súria ANUL·LADA

### Puntuació
El sistema de puntuació va en funció de la dificultat de cada prova, seguint els criteris de distància i desnivell. D'aquesta forma, el primer classificat obté el 100% dels punts atorgats a la prova, el segon el 88%, el tercer el 78%, el quart el 70%, el cinquè el 64%, el sisè el 60%, i a partir d'aquí es van restant els punts de 2 en 2, fins a arribar a 2 punts que és el valor que obtindrà tot corredor que finalitzi la cursa. A tall d'exemple, si un corredor guanya una cursa de 45 km. i 2000 m de desnivell acumulat, obtindrà 150 punts (80+70).
Per optar a la classificació final de la lliga cal haver disputat, com a mínim, una marató de muntanya, un kilòmetre vertical en ascens i un altre en descens. Ara bé, a la classificació final únicament puntuaran els deu millors resultats de cada atleta, independentment de si s'han corregut més o menys curses.
| Distància   | Punts | Desnivell    | Punts |
| ----------- | ----- | ------------ | ----- |
| 0-10 km.    | 50    | 0-1000 m.    | 50    |
| 11-25 km.   | 60    | 1001-1500 m. | 60    |
| 26-40 km.   | 70    | 1501-2500 m. | 70    |
| 41-50 km.   | 80    | 2501-3500 m. | 80    |
| + de 50 km. | 90    | + de 3500 m. | 90    |

### Corredor absolut
| Pos. | Corredor                        | Val. | Via. | Con. | Tal. | Alb. | Asc. | Des. | 3co. | Med. | Pui. | Cab. | Mon. | Cas. | Total punts |
| ---- | ------------------------------- | ---- | ---- | ---- | ---- | ---- | ---- | ---- | ---- | ---- | ---- | ---- | ---- | ---- | ----------- |
| 1r   | Javi Delgado (Spiridon)         | 84   | 96'8 | 102  | 96'8 | 120  | 72   | 88   | 91   | 85'8 | -    | -    | 70   | -    | 764'4       |
| 2n   | Jordi Castillo (Running Vallès) | 64   | 77   | 6    | 70'4 | 64   | 66   | 70   | 76   | 70'4 | 42   | 110  | 46   | 70'4 | 610'2       |
| 3r   | Eduard Solà (AE Diedre)         | 16   | 64   | 78   | 77   | 72   | 32   | 100  | 72   | -    | 85'5 | -    | 36   | -    | 584'5       |

### Corredora absoluta
| Pos. | Corredora                         | Val. | Via. | Con. | Tal. | Alb. | Asc. | Des. | 3co.  | Med. | Pui. | Cab. | Mon. | Cas. | Total punts |
| ---- | --------------------------------- | ---- | ---- | ---- | ---- | ---- | ---- | ---- | ----- | ---- | ---- | ---- | ---- | ---- | ----------- |
| 1a   | Anna Macià (UE Vic)               | 93'6 | 96'8 | 133  | 96'8 | -    | 130  | 62   | -     | -    | -    | 70'4 | 68   | 96'8 | 785'4       |
| 2a   | Lucia Caballero (UEC Anoia)       | 84   | -    | 119  | -    | -    | 101  | 78   | 101'4 | 85'8 | 96'8 | 77   | -    | 85'8 | 751'8       |
| 3a   | Maria de M. Casanova (Els Xulius) | 68   | 70'4 | 102  | 66   | 76'8 | 114  | 88   | 78    | 96'8 | 110  | 64   | 62   | 58   | 736         |

### Equip campió
| Pos. | Equip       | Val.  | Via.  | Con.  | Tal. | Alb. | Asc.  | Des. | 3co.  | Med. | Pui.  | Cab.  | Mon.  | Cas. | Total punts |
| ---- | ----------- | ----- | ----- | ----- | ---- | ---- | ----- | ---- | ----- | ---- | ----- | ----- | ----- | ---- | ----------- |
| 1r   | AE Diedre   | 422'4 | 304'4 | 499'8 | 277  | 120  | 436'8 | 284  | 222'4 | -    | 109'5 | -     | 281'6 | ?    | 2958        |
| 2n   | AE Diedre-2 | 190   | 241'8 | 374   | 36   | 80   | 299'2 | 0    | 10    | 14   | 72    | 317'6 | 102   | ?    | 1736'6      |
| 3r   | UEC Anoia   | 315'6 | 0     | 269   | 8    | 132  | 201'4 | 0    | 175'4 | 91'8 | 0     | 133   | 90    | ?    | 1416'2      |